# NHK Ràdio 1
NHK Ràdio 1 (NHKラジオ第1放送, NHK Rajio Dai-ichi Hōsō) és una emissora de ràdio, la més antiga en funcionament del Japó, part de la Corporació Emissora del Japó (NHK). La programació de NHK 1 és principalment generalista, amb notícies, actualitat, i informació. Les freqüències de NHK 1 són principalment per ràdio AM.
NHK 1 començà les seues emissions el 25 de març de 1925 i, a l'estranger, va ser coneguda com "Ràdio Tòquio", nom que fou oficialitzat l'any 1941. Durant la Segona Guerra Mundial, l'emissora fou fermament controlada per l'Exèrcit Imperial Japonès. El famós programa de Rosa de Tòquio fou emés durant la guerra per aquesta emissora.

## Freqüències
- Akita: 1503 AM
- Aomori: 963 AM
- Asahikawa: 621 AM
- Fukui: 927 AM
- Fukuoka: 612 AM
- Fukushima: 1323 AM
- Hachinohe: 999 AM
- Hakodate: 675 AM
- Hamamatsu: 576 AM
- Hirosaki: 846 AM
- Hiroshima: 1071 AM
- Iwaki: 1341 AM
- Kagoshima: 576 AM
- Kanazawa: 1224 AM
- Kita-Kyūshū: 540 AM
- Kitami: 1188 AM
- Kōfu: 927 AM
- Kōchi: 990 AM
- Kōriyama: 846 AM
- Kumamoto: 756 AM
- Kushiro: 585 AM
- Matsue: 1296 AM
- Matsuyama: 963 AM
- Miyazaki: 540 AM
- Morioka: 531 AM
- Muroran: 945 AM
- Nagano: 819 AM
- Nagasaki: 684 AM
- Nagoya: 729 AM
- Naha: 549 AM
- Niigata: 837 AM
- Obihiro: 603 AM
- Ōita: 639 AM
- Okayama: 603 AM
- Osaka: 666 AM
- Ōtsu: 945 AM
- Saga: 963 AM
- Sapporo: 567 AM
- Sendai: 891 AM
- Shizuoka: 882 AM
- Takamatsu: 1368 AM
- Tokushima: 945 AM
- Tòquio: 594 AM
- Tottori: 1368 AM
- Toyama: 648 AM
- Tsuruoka: 1368 AM
- Yamagata: 540 AM
- Yamaguchi: 675 AM